# Kantatie 75
La Kantatie 75 (in svedese Stamväg 75) è una strada principale finlandese. Ha inizio a Siilinjärvi e si dirige verso nord-est, dove si conclude dopo 183 km nei pressi di Kuhmo.

## Percorso
La Kantatie 75 attraversa, oltre i comuni di partenza e di arrivo, i comuni di Kuopio, Rautavaara e Nurmes.